# Vogel (Slovenië)

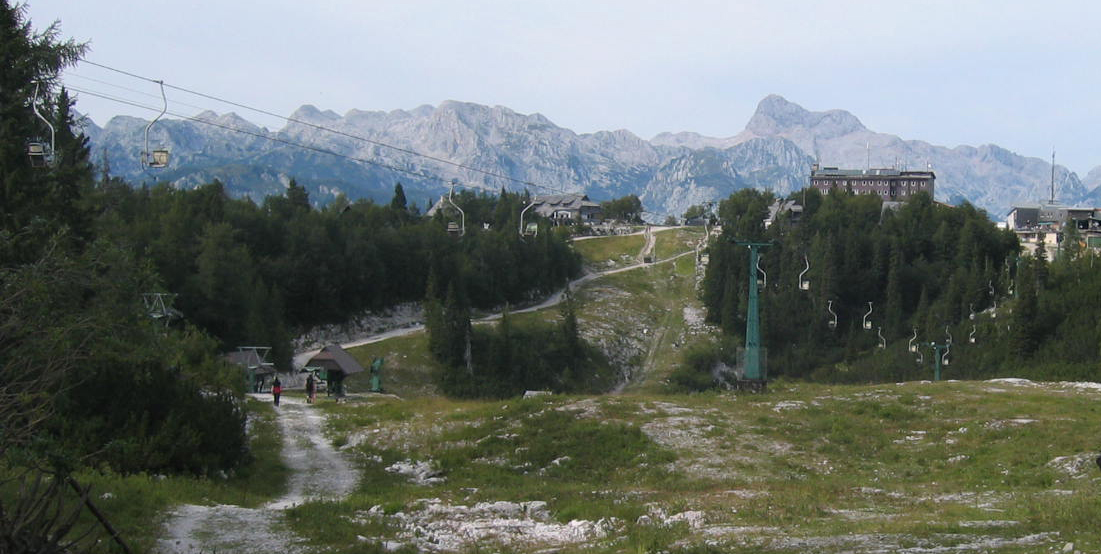
Vogel

Vogel is een skigebied op 1537 meter bij Bohinj in het Triglav Nationaal Park in het noordwesten van Slovenië. 
Het ligt boven de zuidoever van het Meer van Bohinj. Er gaat een kabelbaan naar boven.

## Galerij

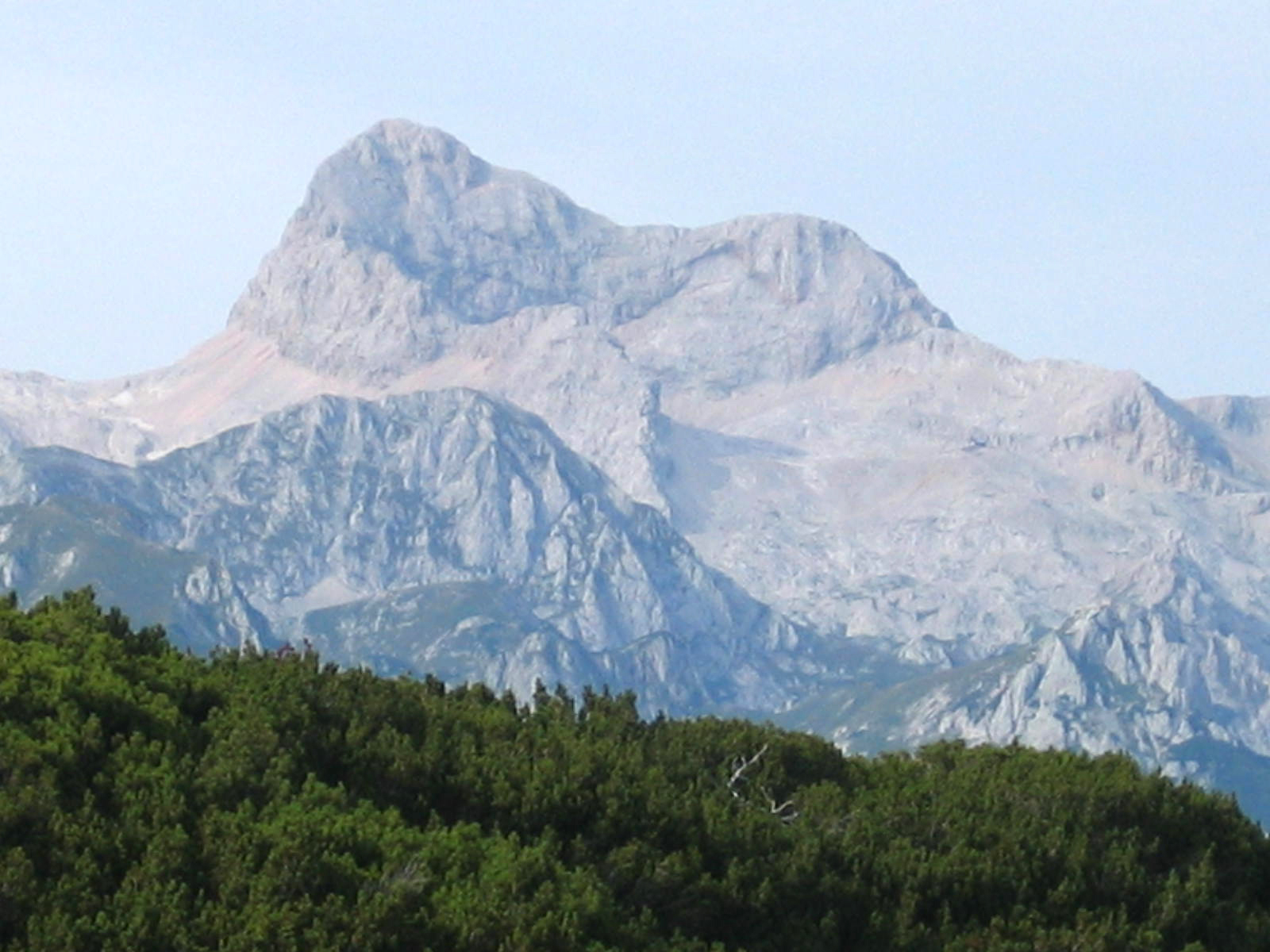
Triglav
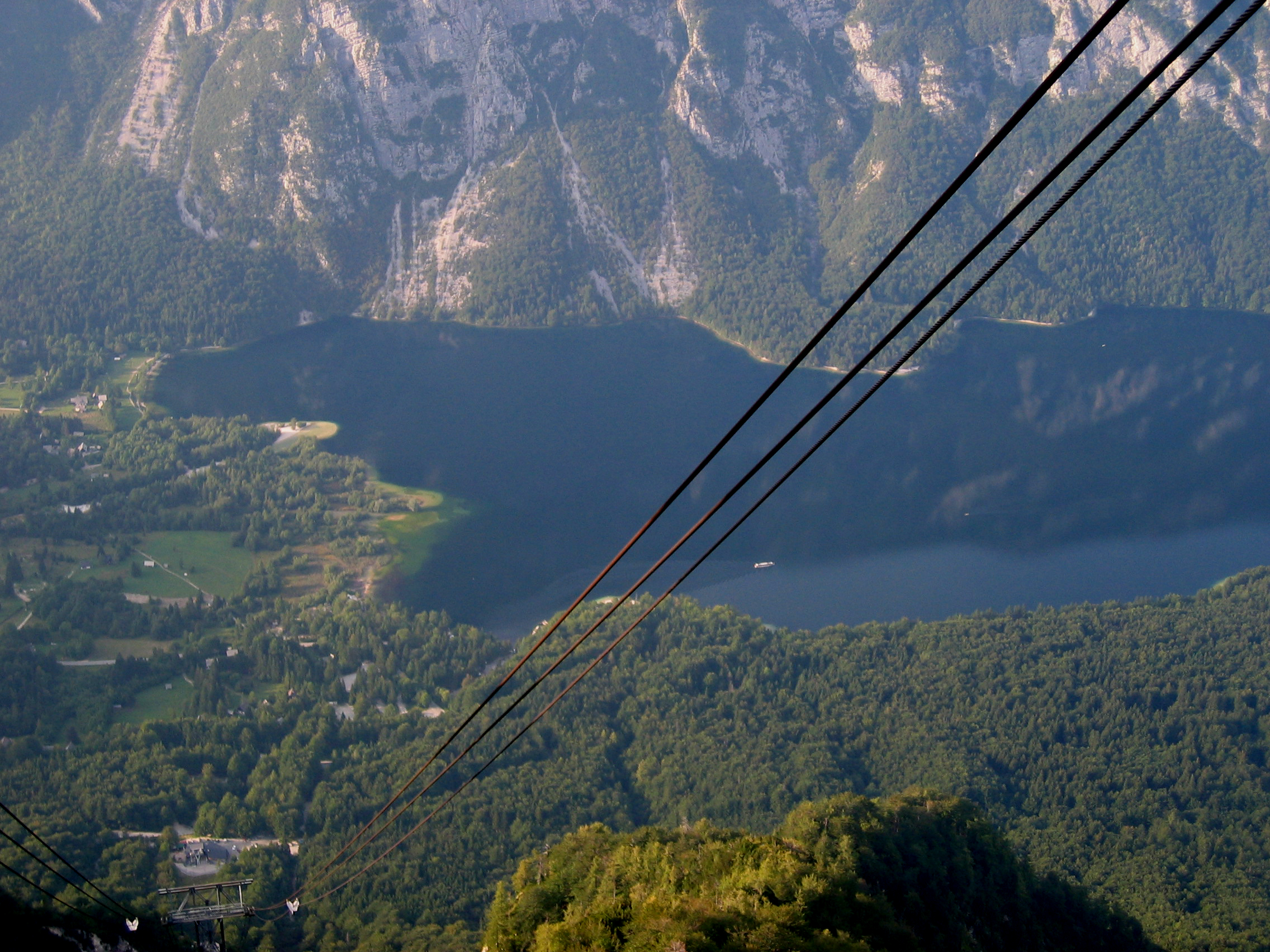
Meer van Bohinj
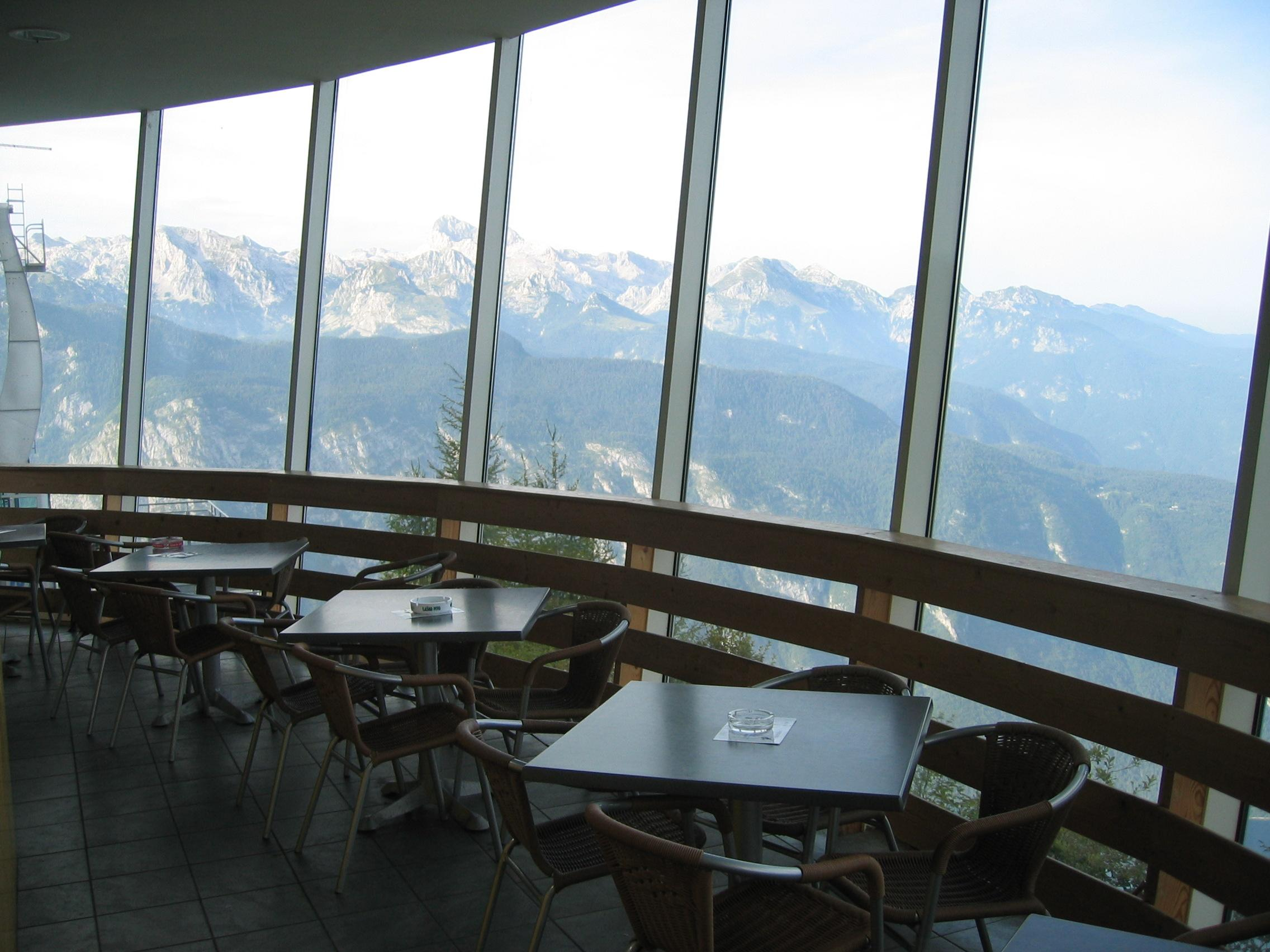
Panorama